# 양산 통도사 동치3년명 신중도
양산 통도사 동치3년명 신중도(梁山 通度寺 同治三年銘 神衆圖)는 대한민국 경상남도 양산시 하북면 지산리, 통도사 성보박물관에 있는 1864년에 제작된 신중도이다.
2001년 9월 27일 경상남도의 문화재자료 제301호로 지정되었다.

## 개요
신중도는 대승불교에서 호법선신(護法善神)으로 봉안되어 신앙의 대상이 된 신중(神衆)을 알기 쉽게 그림으로 나타낸 예배용 불화이다.
이 신중도는 통도사 성보박물관에 소장되어 있는 신중탱화로서, 비단 바탕에 채색하여 그렸으며, 크기는 144.0cm×176.0cm이다.
구도는 상단에는 날개 달린 투구를 쓴 동진보살을 중심으로 좌우에 2보살을 배치하고, 하단에 신중을 배치하였다. 세부적인 표현이 정교하고 세밀하다.
화면에 쓰여진 기록에 의하면 이 신중도는 조선 고종 1년(1864) 겨울에 금어(金魚) 하은위상(霞隱偉相)·혜화(혜華)·봉연(琫蓮) 등이 참여하여 제작되었음을 알 수 있다. 또한 이 신중도는 우리나라 대표적인 사원의 하나로 통도사의 산내 암자인 백련암에서 조성하여 봉안해오던 것임을 알 수 있다.
원형으로 얼룩진 부분과 일부가 박락된 곳이 있으나, 조선 후기의 불교회화사 연구와 사회상의 연구에 중요한 자료이다.

## 참고 자료
- 양산 통도사 동치3년명 신중도 - 국가유산청 국가유산포털